# کشت بدون خاک
کشت بدون خاک (Soilless culture) نوعی کشت است که در آن از خاک به عنوان بستر استفاده نمی‌شود.
کشت بدون خاک قرن‌ها پیش زمانی آغاز شد که در دوران باستان کشاورزان مصر، چین و هند از حل کردن کود دامی در آب برای پرورش خیار، هندوانه و سبزی‌های دیگر در بستر شنی رودخانه‌ها استفاده می‌کردند. این روش به عنوان کشت بستر رودخانه‌ای نامیده می‌شد. کارهای خوبی در زمینه کشت بدون خاک در قرن چهاردهم انجام شد ولی در دهه ۱۹۴۰ به صورت تجاری توسعه یافت و در دهه ۱۹۶۰ پیشرفت چشمگیری در طراحی انواع سیستم‌ها به وجود آمد. هم‌اکنون مزارع زیادی وجود دارد که با سیستم کشت بدون خاک، گیاهان مختلف را پرورش می‌دهند. در کشت‌های سنتی دسترسی گیاه به عناصر غذایی، به حاصلخیزی خاک، مقدار مواد آلی و معدنی، عوامل محیطی و جمعیت میکروارگانیزم‌های مورد نیاز برای تبدیل فرم آلی عناصر غذایی به معدنی بستگی دارد. در کشت بدون خاک عناصر غذایی مورد نیاز گیاه به صورت مواد معدنی که توسط گیاه قابل جذب است، در اختیار ریشه قرار داده می‌شود.

## مزایا
مزایای کشت بدون خاک را می‌توان به صورت زیر خلاصه کرد:
- افزایش عملکرد
- عدم نیاز به تناوب زراعی
- عدم وجود علف هرز
- رشد سریع گیاه
- تولید محصول یکنواخت
- امکان کشت محصول در مناطقی که به دلیل خاک نامناسب قابل کشت نیست
- افزایش کارایی مصرف آب
- مصرف بهینه کودهای شیمیایی و آلوده نشدن محیط زیست
- تولید محصول بهداشتی

## معایب
معایب کشت بدون خاک:
- هزینه اولیه احداث این سیستم نسبتاً بالاست.
- نیاز به وجود جریان برق برای تغذیه گیاه الزامی است.
- برای تغذیه گیاه به کودهای شیمیایی با خلوص بالا و آب با کیفیت مناسب نیاز است.
- محلول غذایی خاصیت تامپونی ندارد، بنابراین کوچکترین اشتباه در تهیه محلول غذایی می‌تواند سبب خسارت جبران ناپذیری گردد.[۱]